# IC 532
IC 532 је ознака објекта на координатама са ректансцензијом 9h 19m 3,0s и деклинацијом - 16° 45" 18'. Открио га је Гијом Бигурдан, 1888. године. Каснијим посматрањима на том положају није уочен никакав астрономски објекат.